# Brachythecium bodinieri
Brachythecium bodinieri är en bladmossart som beskrevs av Jules Cardot och Thériot in Thériot 1906*. Brachythecium bodinieri ingår i släktet gräsmossor, och familjen Brachytheciaceae. Inga underarter finns listade i Catalogue of Life.